# Métro de Hohhot
Le métro de Hohhot (chinois simplifié : 呼和浩特地铁 ; chinois traditionnel : 呼和浩特地鐵 ; pinyin : Hūhéhàotè dìtiě ; ᠬᠥᠬᠡᠬᠣᠲᠠ ᠶᠢᠨ
ᠮᠧᠲ᠋ᠷᠣ᠋) est un système de métro situé à Hohhot, en Mongolie intérieure, en Chine. Le réseau comporte actuellement deux lignes avec, la ligne 1 inaugurée le 29 décembre 2019 et la ligne 2 inaugurée le 1er octobre 2020. Le système devrait comporter cinq lignes d’une longueur totale prévue d’environ 123 km.

## Chronologie
La construction de la première ligne démarre en 2015 et s'achève avec son inauguration en décembre 2019.
| Métro de Hohhot (plan)    | Métro de Hohhot (plan) | Métro de Hohhot (plan)        | Métro de Hohhot (plan) | Métro de Hohhot (plan) | Métro de Hohhot (plan) | Métro de Hohhot (plan) | Métro de Hohhot (plan) |
| Dates prévues d'ouverture | Ligne                  | Station de départ             | Longueur（km）         | Nombre de stations     | Début des travaux      | État des travaux       |                        |
| ------------------------- | ---------------------- | ----------------------------- | ---------------------- | ---------------------- | ---------------------- | ---------------------- | ---------------------- |
| 12 décembre 2019          | Ligne 1 (1re partie)   | 西二环路站-坝堰（机场）站     | 23.2                   | 19                     | 2015                   | Ouvert                 |                        |
| 1er octobre 2020          | Ligne 2 (1re partie)   | 塔利东路站-阿尔山路站         | 28.2                   | 24                     | 2016                   | Ouvert                 |                        |
| 2021                      | Ligne 1 (2ème partie)  | 西二环路站-金川公交公司站     | 5                      | 4                      | 2019 (prévu)           | Planification          |                        |
| 2022                      | Ligne 3 (1re partie)   | 沙梁子村站-西口子站           | 20.6                   | 19                     | 2019 (prévu)           | Planification          |                        |
| 2023                      | Ligne 4 (1re partie)   | 下石头新营城站-炼油厂生活区站 | 14.8                   | 13                     | 2019 (prévu)           | Planification          |                        |
| inconnu                   | Ligne 5                | 舍必崖站-刀刀板村站           | 34.8                   | 29                     | inconnu                | Plan à long terme      |                        |

## Ligne 1
La première phase de la ligne 1 est longue de 23,2 km et son ouverture a eu lieu le 29 décembre 2019. Cette ligne est de couleur rouge,.

## Ligne 2
La première partie de la ligne 2 est longue de  28,2 km de long et son ouverture a eu lieu le 1er octobre 2020. Cette ligne est de couleur bleue,.

## Connexion aux transports
- Le métro sera connecté a l'aéroport international de Hohhot-Shengle.